# Minotaur Pass
Der Minotaur Pass (englisch für Minotauros-Pass) ist ein 1600 m hoher Gebirgspass in der Olympus Range des ostantarktischen Viktorialands. Der Pass verläuft zwischen dem Apollo Peak und Mount Electra und bietet einen Zugang vom Wright Valley zum McKelvey Valley.
Das New Zealand Antarctic Place-Names Committee benannte ihn 1984 nach dem Minotauros aus der griechischen Mythologie.